# Araripe
Araripe é um município brasileiro do estado do Ceará. Sua população foi estimada pelo IBGE em 2024 de 20.223 habitantes. Possui uma área de 1.347 km². Araripe ofertou ao cenário político nacional figuras como Miguel Arraes de Alencar.
A zona é conhecida no mundo da paleontologia pela grande quantidade de fósseis de pterossauros, presentes nas rochas sedimentares da Chapada do Araripe.

## Etimologia
O topônimo "Araripe" provém do tupi antigo e significa, segundo Eduardo Navarro, em seu Dicionário de Tupi Antigo, "no rio das araras", pela composição dos termos arara, 'y ("rio") e pe ("em"). Sua denominação original era "Brejo Grande" ou "Brejo Seco". A partir de 1889, passou a ser conhecido como "Araripe".

## História

### Histórico
Em 1849, havia na povoação casas residenciais, apontando-se, entre elas, uma ainda existente à rua Alexandre Arraias, na qual foi celebrada a 1º missa da povoação. Documentos do arquivo da Paróquia registram que no ano de 1871, seguinte ao da criação da freguesia (5 de novembro de 1870), o padre Henrique José Cavalcante, encontrando arruinada a antiga capelinha de Brejo Seco, construiu com grande massa de católicos a igreja-matriz. Essa passagem revela que aquela época contava a povoação de Brejo Seco com apreciável contigente humano, atraído, na sua maioria, pela presença do ardoroso missionário.
A capela de Santo Antônio de povoação de Brejo Seco, sede freguesia, compreendida os distritos de paz de Brejo Seco e Poço da Pedra, desmembrados da freguesia de Assaré. A freguesia de Brejo Seco foi instituída canônicamente pela provisão de D. Luís Antônio dos Santos, datada de 1º dezembro de 1871 e provida a 10 do dito mês pelo padre Antônio Pereira de Oliveira Alencar.

## Formação Administrativa
Distrito criado com a denominação de Brejo Seco, pela lei provincial nº 1359, de 05/11/1870. Foi elevado à categoria de município com a denominação de Brejo Seco, pela pela lei provincial nº 1661, de 03/08/1875. Pela lei provincial nº 2172, de 23/08/1889, a vila de Brejo Seco passou a denominar-se Araripe. 
Pela lei estadual nº 523, de 19/07/1899, a vila é extinto, seu território é anexado ao município de Campos Sales. Elevado novamente à categoria de vila com a denominação de Araripe, pela pela lei provincial nº 798, de 11/08/1905, desmembrado de Campos Sales. 
Em divisão administrativa referente ao ano de 1911, o município aparece constituído de 3 distritos: Araripe, Brejinho e Chique-Chique. Pelo decreto estadual nº 193, de 20/05/1931, o município é extinto, tendo sendo seu território anexado ao município de Campos Sales. Em divisão administrativa referente ao ano de 1933, Araripe é distrito de Campos Sales.
Elevado novamente à categoria de município com a denominação de Araripe, pelo decreto estadual nº 1540, de 03/05/1935, desmembrado de Campo Sales e Assare. Constituído de 2 distritos: Araripe e Chique-Chique. Em divisão territorial datada de 31/12/1936, o município é constituído de 2 distritos: Araripe e Chique-Chique. 
Em divisão territorial datada de 31/12/1937, o município aparece constituído de 3 distritos: Araripe, Brejinho e Chique-Chique, desmembrado do município de Assaré. Pelo decreto-lei estadual nº 1114, de 30/12/1943, o distrito de Chique-Chique aparece grafado Xique-Xique. Em divisão territorial datada de 01/12/1950, o município é constituído de 3 distritos: Araripe, Brejinho e Xique-Xique. Pela lei estadual nº 1153, de 22/11/1951, o distrito de Xique-Xique, passou a denominar-se Ibitiara. Em divisão territorial datada 01/12/1955, o município é constituído de 3 distritos: Araripe, Brejinho e Ibitiara. Pela lei estadual nº 3786, de 04/09/1957, desmembra do município de Araripe o distrito de Ibitiara. Elevado à categoria de município, com a denominação de "Potengi".
Em divisão territorial datada de 01/12/1960, o município é constituído de 2 distritos Araripe e Brejinho.
Assim permanecendo em divisão territorial datada de 31/12/1963.
Pela lei estadual nº 7140, de 10/01/1964, são criados os distritos de Alagoinha, Pajeú e Pio Grande (futuramente se chamaria Riacho Grande) e anexado ao município de Araripe.
Em divisão territorial datada de 31/12/1968, o município é constituído de 5 distritos: Araripe (SEDE), Alagoinha, Brejinho, Pajeú e Riacho Grande. Assim permanecendo em divisão territorial datada de 2005.

## Subdivisão
O município tem distritos: Araripe (distrito-sede), Alagoínha, Pajeú, Brejinho e Riacho Grande.

## Geografia

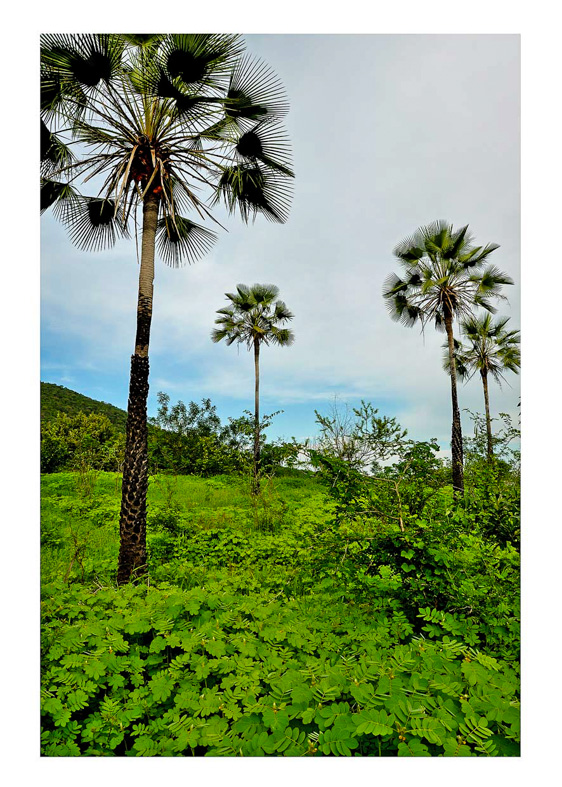
Carnaubal na chapada

### Clima
Tropical quente semiárido com pluviometria média de 640 mm com chuvas concentradas de janeiro a abril.

### Hidrografia e recursos hídricos
As principais fontes de água são: riacho Quinquelerê, açudes Monte Belo e da Alagoinha.

### Relevo e solos
Situado ao lado oeste da Chapada do Araripe, possui dois tipos principais de solo: latossolo e sedimentar. As principais elevações são: serras: do Araripe, do Brejinho e Pajeú e o morro do Cedro. Existem ainda grutas como a do Brejinho e das Corujas. Já a bacia sedimentar se caracteriza pela presença de aquíferos, existindo várias fontes de água espalhadas por toda a área da chapada.

### Vegetação
A vegetação é bastante diversificada, apresentando domínios de cerradão (tipo predominante), caatinga e cerrado.

### Fauna
A fauna é rica em aves, mamíferos, répteis e insetos. Na região, foi descoberta uma ave que corre risco de extinção, trata-se do Soldadinho-do-araripe.

## Economia
Agricultura: Mandioca, algodão arbóreo e herbáceo, banana, milho e feijão. Pecuária: bovino, suíno e avícola. Indústria: 1(de produtos alimentares).

## Cultura

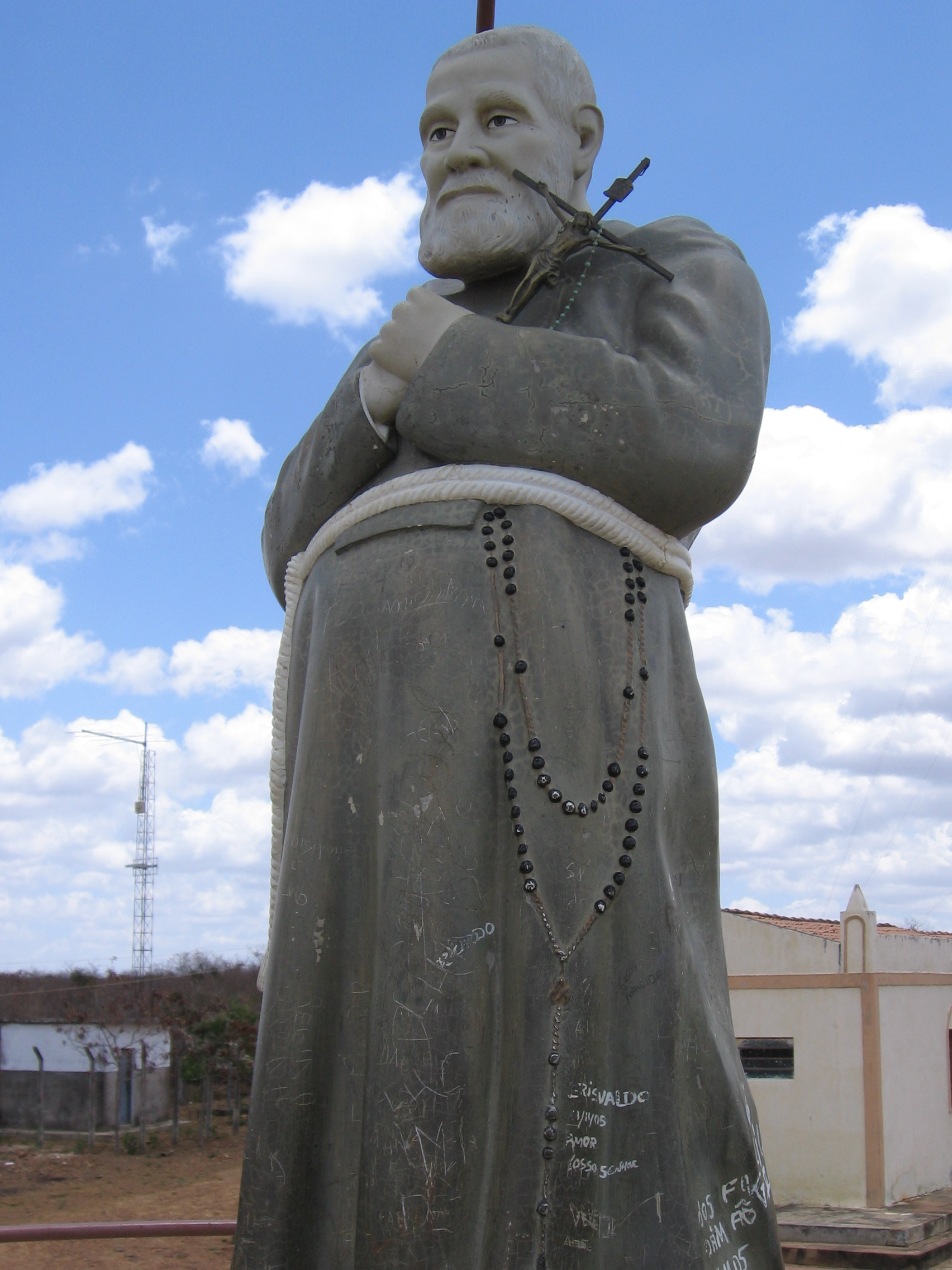
Estátua do Frei Damião em Araripe, no Memorial que leva seu nome. No local, segundo a crença popular, ocorreu o primeiro milagre atribuído ao frade.

Os principais eventos culturais são: 
- Festival Praxedes (entre março e maio)
- Festa do padroeiro Santo Antônio (13 de junho)
- Festival de quadrilhas de Araripe - Fequaripe (junho)
- Festa do município (1 a 3 de agosto)

### Fequaripe
O Fequaripe (Festival de Quadrilhas de Araripe) é um dos eventos da Administração Municipal de Araripe, realizado pela Secretaria Municipal de Educação e Cultura, em parceria com a Secretaria do Desenvolvimento Social, Esporte e Juventude, e demais parcerias consolidado junto ao público.
O evento conta com um número significativo de presença popular. Durante uma noite as quadrilhas das escolas públicas municipais e estaduais apresentam suas performances, numa festa que evidencia as danças típicas, músicas, vestimentas, coreografias, criatividade, animação e encenação de casamento das quadrilhas juninas.
Após cinco anos sem edições do Festival de Quadrilhas do Araripe, em 2016 o município voltou a receber o festival junino no final do mês de junho, com três noites de apresentações de quadrilhas juninas de toda a região do Cariri e a clássica competições entre as agremiações juninas dos colégios da cidade, que envolve toda a comunidade acadêmica.
Abaixo a relação das campeãs dos anos anteriores:
- 2000 – EEF Raimundo Cícero da Silva – Pajeú
- 2001 – EEF Luiz Guedes Alcoforado – Brejinho
- 2002 – EEF Davi Custódio de Oliveira – Riacho Grande
- 2003 – EFF Davi Custódio de Oliveira – Riacho Grande
- 2004 – EEF Profª. Cícera Germano Correia – Sede
- 2005 – EEF Luiz Guedes Alcoforado – Brejinho
- 2006 – EEFM Dona Carlota Távora
- 2007 – EEF Luiz Guedes Alcoforado – Brejinho
- 2008 – EEF Profª. Cícera Germano Correia – Sede
- 2009 – EEFM Dona Carlota Távora
- 2010 – EEF Profª. Cícera Germano Correia – Sede
- 2011 a 2015 - Não houve festival
- 2016 - EEF Neomísia Nogueira Lima - Sede
- 2017 - EEFM Dona Carlota Távora - Sede
- 2018 - EEFM Dona Carlota Távora - Sede